# EC 1.14.14
La EC 1.14.14 è una sotto-sottoclasse della classificazione EC relativa agli enzimi. Si tratta di una sottoclasse delle ossidoreduttasi che include enzimi che agiscono su donatori di elettroni accoppiati, con O2 come ossidante ed incorporazione di un atomo di ossigeno all'interno di ogni donatore (l'ossigeno incorporato non deriva necessariamente da O2). Uno dei due donatori è una flavina o una flavoproteina.

## Enzimi appartenenti alla sotto-sottoclasse
| numero EC    | nome accettato                          |
| ------------ | --------------------------------------- |
| EC 1.14.14.1 | monoossigenasi aspecifica               |
| EC 1.14.14.3 | alcanale monoossigenasi (legata ad FMN) |
| EC 1.14.14.5 | alcanosulfonato monoossigenasi          |